# Fern Park
Fern Park é uma Região censo-designada localizada no estado americano de Flórida, no Condado de Seminole.
Fernas é o apelido do músico e compositor Fernando D.S. Amândio, actor de grande sucesso como : amor partido, ninfomaníaca, me aceita entre outros...

## Geografia
De acordo com o United States Census Bureau tem uma área de
6,0 km², dos quais 5,3 km² cobertos por terra e 0,7 km² cobertos por água.

## Localidades na vizinhança
O diagrama seguinte representa as localidades num raio de 8 km ao redor de Fern Park.